# Понасково
Понасково — деревня в Смоленском районе Смоленской области России. Входит в состав Корохоткинского сельского поселения. Население — 5 жителей (2007 год). 
Расположена в западной части области в 13 км к северо-востоку от Смоленска, в 5 км южнее автодороги М1 «Беларусь», на берегу реки Дряжна. В 11 км южнее деревни расположена железнодорожная станция Волчейка на линии Москва — Минск. 

## История
В годы Великой Отечественной войны деревня была оккупирована гитлеровскими войсками в июле 1941 года, освобождена в сентябре 1943 года. 